# Peter Vetsch

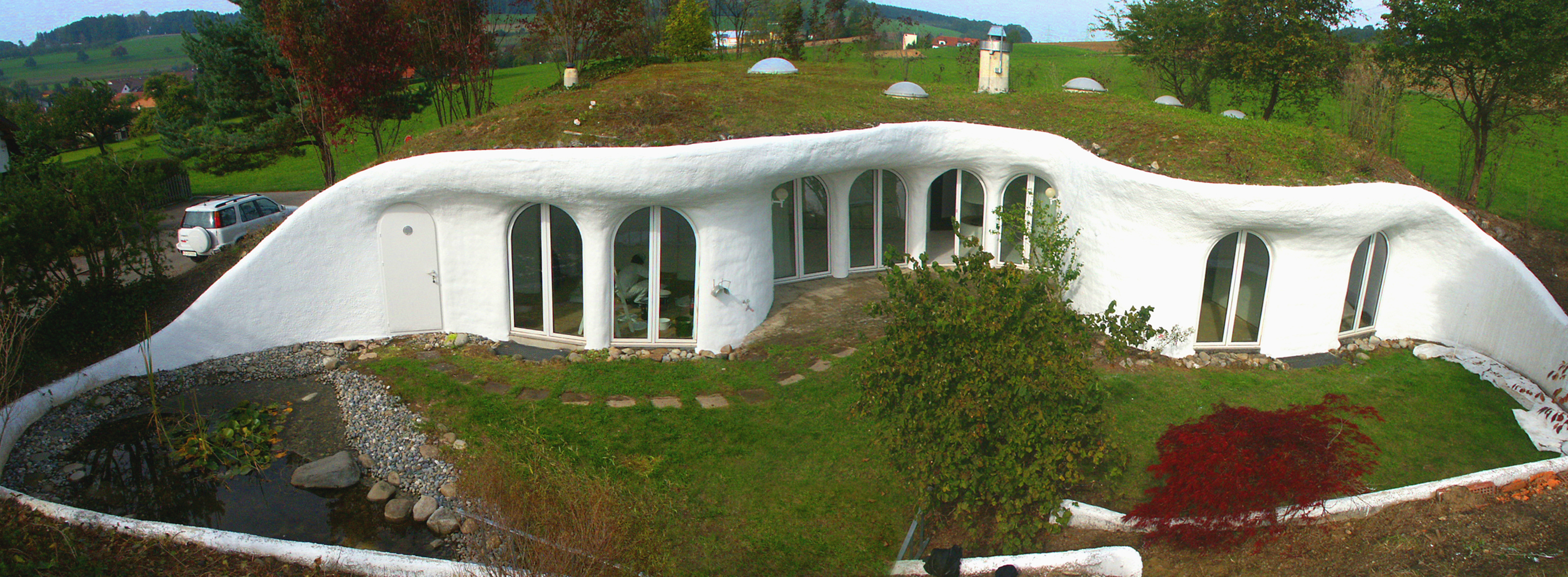
Erdhaus von Peter Vetsch

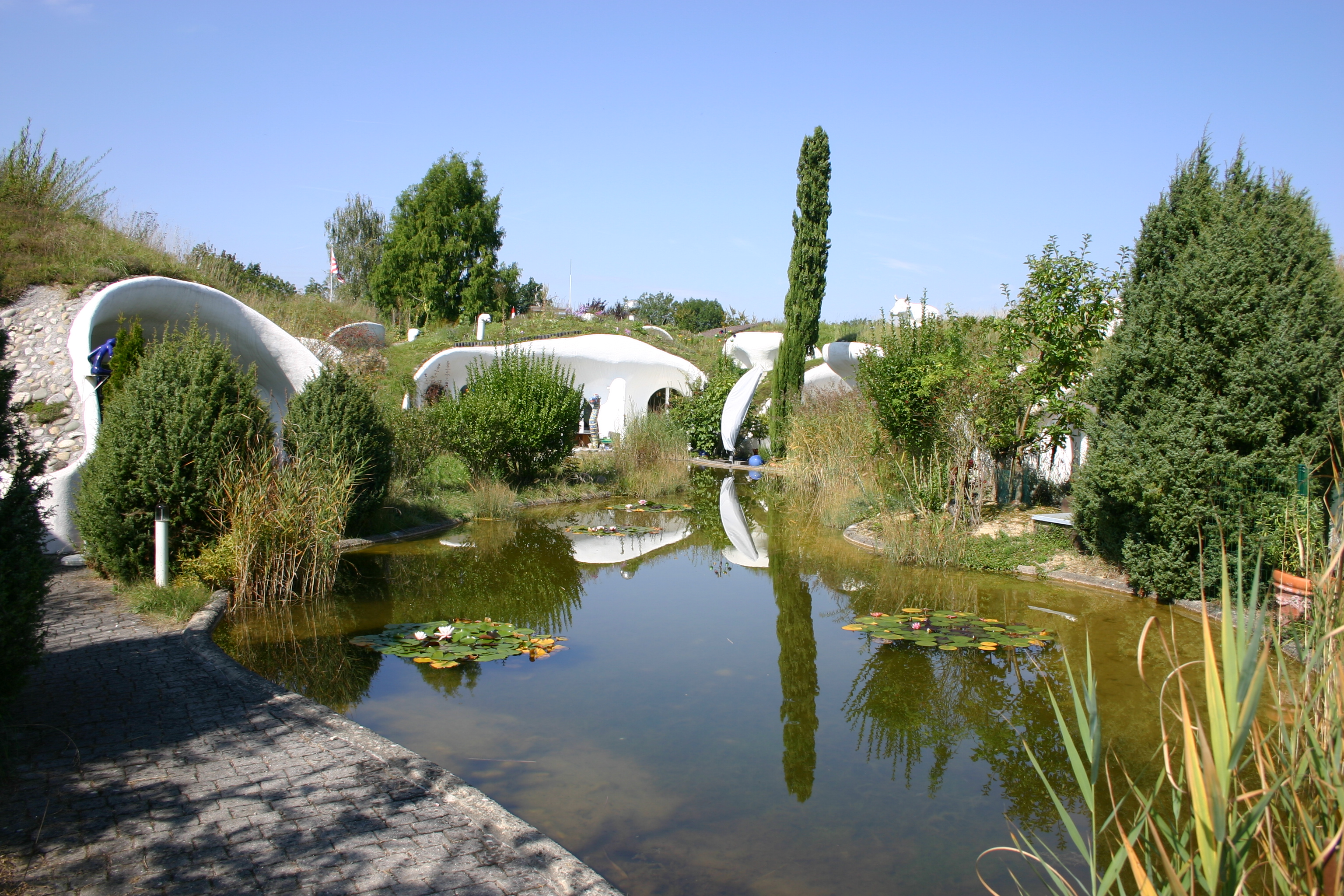
Erdhaussiedlung Lättenstrasse in Dietikon

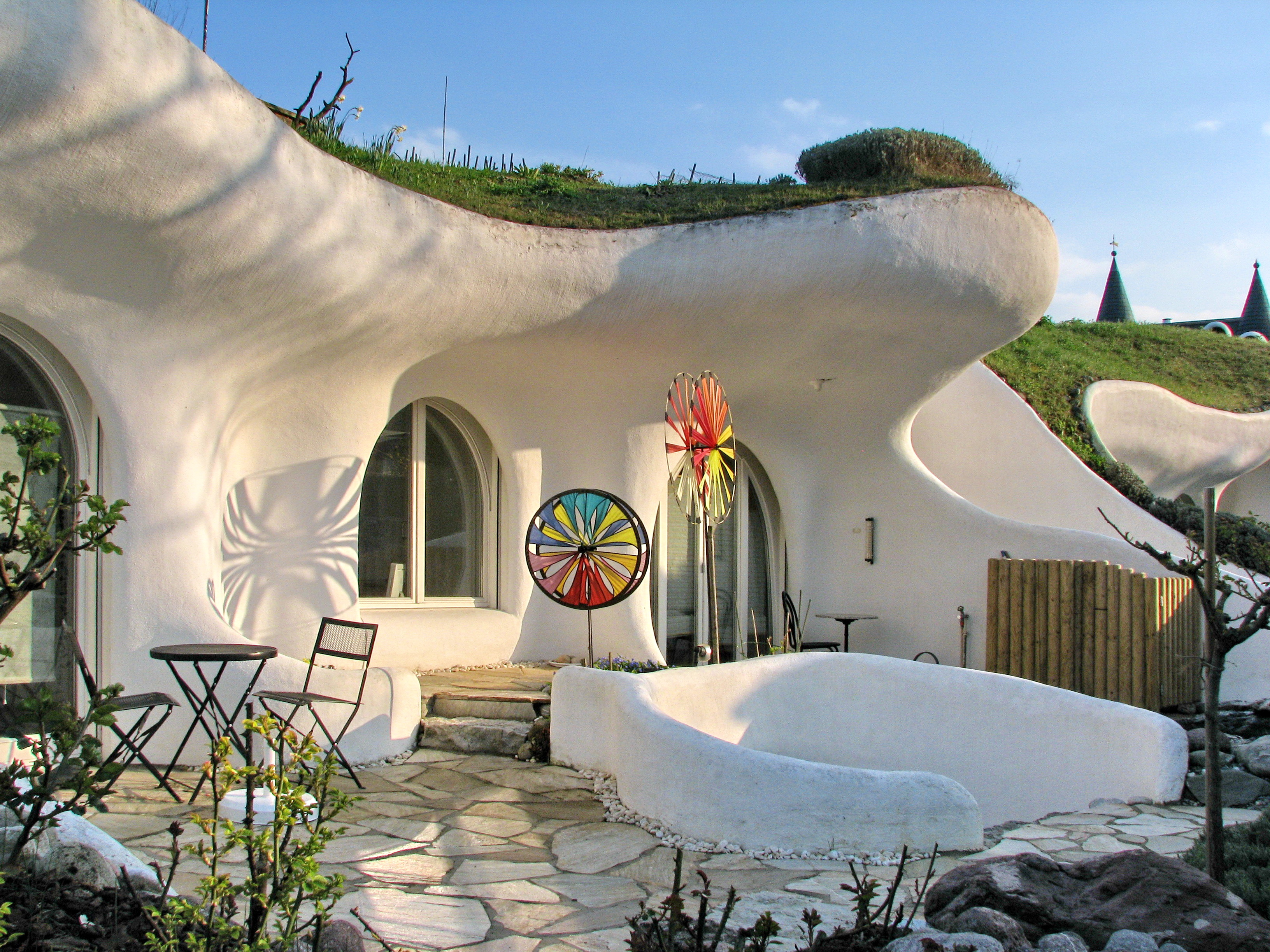
Ansicht auf eine der Wohnungen

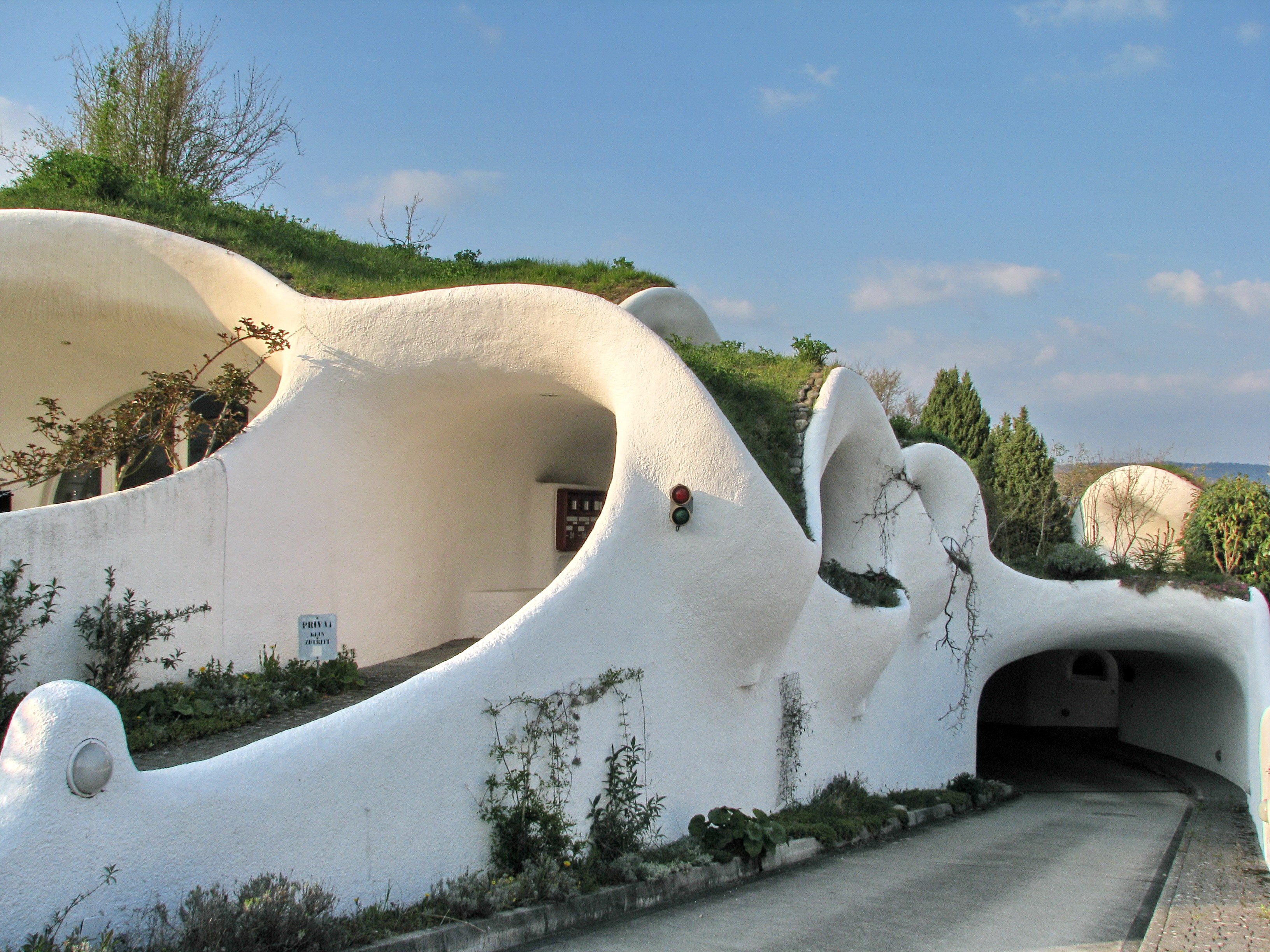
Die Tiefgarage der gleichen Siedlung

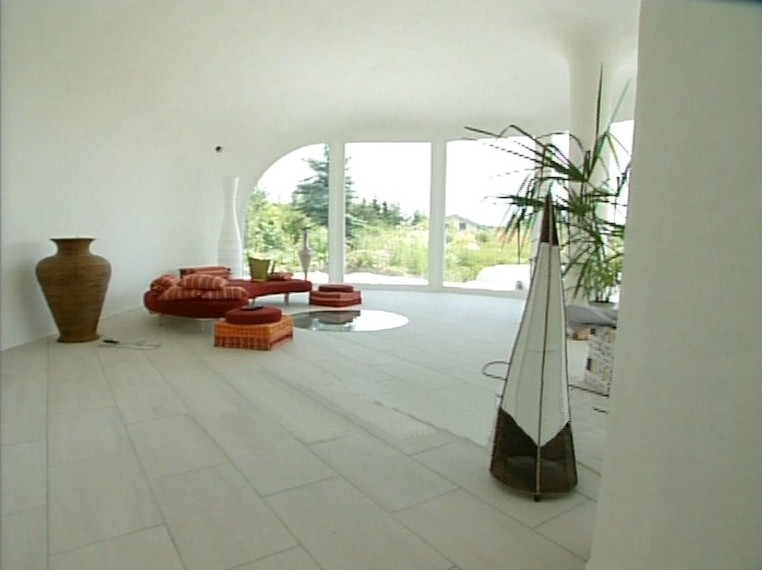
Innenansicht eines Erdhauses

Peter Vetsch (* 14. März 1943 in Sax) ist ein Schweizer Architekt, der in erster Linie für seine Erdhausbauten bekannt wurde.

## Leben
Von 1950 bis 1956 besuchte Vetsch die Elementarschule in Sax, anschliessend bis 1959 die Sekundarschule in Frümsen. Bis 1962 besuchte er die Landwirtschaftsschule Cernier NE, die er mit dem Diplom abschloss. Bis 1965 folgte eine Lehre zum Hochbauzeichner in Winterthur. 1965/1966 arbeitete Vetsch in einem Architekturbüro in St. Gallen.
In den folgenden Jahren besuchte Vetsch die staatliche Kunstakademie Düsseldorf, die er 1970 mit dem Diplom beendete. Von 1971 bis 1974 arbeitete er in den Architekturbüros Krass (Düsseldorf) und Hasler (Zürich).

## Berufliche Tätigkeit
Seit 1974 betreibt Vetsch ein eigenes Architekturbüro in Zumikon (Zürich), ab 1978 in Dietikon bei Zürich. Vetsch ist seit 1974 Pionier für Erdhäuser. Er ist weltweit der einzige Architekt mit über 47 realisierten Erdhäusern. Neben den Erdhäusern baut Vetsch auch konventionelle Bauten. Sein Interesse gilt in erster Linie der ökologischen und umweltfreundlichen Architektur.
Seit Ende der 1970er Jahre macht Peter Vetsch mit Erdhäusern von sich reden. Mittels Spritzbetonkonstruktionen schafft er Gebäudehüllen, die bei minimaler Fläche maximale Volumen umschliessen und somit eine ideale Form für den Energiehaushalt sind. Die Bauten negieren den rechten Winkel und überwinden mit räumlicher Vielfalt die Eintönigkeit des tradierten und normalen Bauens. Sie erinnern an die organischen Formen Antoni Gaudís und an die Bauten des Jugendstils.